# Bubba Ho-Tep
Bubba Ho-Tep is een Amerikaanse komische film uit 2002.

## Verhaal
In het rusthuis "The Shady Rest" ergens in de Amerikaanse staat Texas woont Sebastian Haff. Hij beweert de echte Elvis Presley te zijn. In de jaren 1970 vroeg hij aan de echte Sebastian Haff om hun identiteiten om te wisselen. Er werd een akte opgesteld waarin dit staat beschreven met een sectie waaruit blijkt dat de echte Elvis Presley de wisseling terug ongedaan kan maken. De persoon die in 1977 stierf, was dus in werkelijkheid Sebastian Haff. De echte Elvis Presley kon zijn identiteit niet terugkrijgen omdat de bewuste akte werd vernield tijdens een brand.
Omwille van een infectie aan zijn heup geraakt Elvis in coma. Twintig jaar later ontwaakt hij in het rusthuis. Daar maakt hij kennis met de Afro-Amerikaanse Jack. Jack beweert in werkelijkheid president John F. Kennedy te zijn. Hij overleefde de aanslag, maar terwijl hij in coma lag heeft men een experiment op hem uitgevoerd waardoor hij zwart werd en heeft Lyndon Johnson hem overgebracht naar dit rusthuis. Als bewijs toont Jack een vreemd litteken op zijn hoofd waar de kogel door zijn schedel ging.
In een museum wordt een Egyptisch mummie gestolen, maar de dieven raken deze kwijt tijdens een storm. De mummie belandt in een rivier nabij het rusthuis en komt daar tot leven. De trage mummie achtervolgt de eveneens oude en trage rusthuisbewoners, doodt hen en voedt zich met hun zielen. Zijn naam is Bubba Ho-Tep. Nadat Elvis in de ogen van de mummie kijkt, krijgt hij flashbacks over de mummie zijn leven en dood.
Elvis en Jack maken een plan om de mummie te vernietigen. Zo zullen de opgegeten zielen vrijkomen en kunnen deze naar hun laatste rustplaats. Ze gaan de confrontatie aan: Jack in een elektrische rolstoel en Elvis met een vlammenwerper. Jack wordt overmeesterd door de mummie. Terwijl de mummie de ziel van Jack opslorpt, tracht Elvis hem te redden. Jack sterft van een hartaanval. Elvis gooit benzine over de mummie en steekt deze in brand. De mummie sterft aan de verwondingen.
Tijdens het gevecht werd Elvis ook levensgevaarlijk verwond. Hij ligt naast de oever van de rivier en maakt zichzelf sterk dat hij niet bang moet zijn voor de dood omdat hij nog steeds zijn ziel heeft en omdat hij heel wat zielen heeft gered. In de sterren leest hij daarop de woorden "All is well". Elvis zegt daarop "Thank you, thank you very much" en sterft.

## Rolverdeling
| Acteur           | Personage       |
| ---------------- | --------------- |
| Bruce Campbell   | Elvis Presley   |
| Ossie Davis      | John F. Kennedy |
| Ella Joyce       | Verpleegster    |
| Bob Ivy          | Bubba Ho-Tep    |
| Heidi Marnhout   | Callie          |
| Paul Giamatti    |                 |
| Reggie Bannister |                 |
| Daniel Roebuck   | Lijkschouwer    |
| Harrison Young   | Paul            |
| Larry Pennell    | Kemosabe        |
| Edith Jefferson  |                 |
| Cean Okada       |                 |
| Linda Flammer    |                 |
| Solange Morand   |                 |
| Karen Placencia  |                 |